# Eifuku Mon’in
Eifuku Mon’in (jap. 永福 門院; geboren 1271; gestorben 10. Juni 1342 in Kyōto) war eine japanische Waka-Poetin der späten Kamakura-Zeit.

## Leben und Wirken
Eifuku Mon’ins Name ist Shoshi (しょう子). Ihr Vater war Großkanzler Saionji Sanekane (西園寺 実兼; 1249–1322). Ihre Mutter hieß Akiko (顕子), die Tochter des Innenministers Naka-no-in Michinari (中院 通成; 1222–1287). Im Jahr 1288 wurde sie Zweitfrau (中宮 Chūgū) des Kaisers Fushimi. Nach dessen Abdankung im Jahr 1098 erhielt sie den Titel Eifuku Mon’in. 1316 wurde sie Nonne unter dem Dharma-Namen Shin’nyogen (真如源).
Beeinflusst von ihrem Vater, der ein ausgezeichneter Dichter war, begann Eifuku Mon’in schon in jungen Jahren unter der Anleitung des Dichters Kyōgoku Tamekane (1254–1332) Lieder zu schreiben. Sie nahm 1303 an der Erstellung des „Fushimi-in Sanjūshu“ (伏見院三十首) teil, stellte 1305 die Mittel für die Gedichtsammlung „Eifuku Mon’in Uta-awase“ (永福門院歌合) und galt zusammen mit Kaiser Fushimi als wichtige Dichterin der Kyōgoku-Schule (京極派).
Nach dem Tod von Kyōgoku und des Kaisers Fushimi hatte Eifuku Mon’in eine Führungsposition in der Kyōgoku-Schule inne und übte Einfluss auf Kaiser Hanazono und andere aus. Ihr Stil ist typisch für den der Kyōgoku-Schule, er fußt auf einem Verständnis der Natur, zeigt psychologische Nuancen und einen tiefen Beobachtungssinn auf.
Es gibt die Gedichtsammlung „Eifuku Mon’in Hyakuban Gojikaai“ (永福門院百番御自歌合) aus dem Jahr 1342.